# Palazzo Pesaro (Velence)
A Pesaro-palota (olaszul Ca' Pesaro vagy Palazzo Pesaro) Velencében, a Canal Grande csatorna mentén álló épület. A másik neves palotával, a Ca' d'Oróval majdnem szemben található.
Baldassare Longhena tervezte a barokk stílusú palotát, mely 1679–1710 között készült el. Longhena halála miatt az épületet Antonio Gaspari fejezte be. A palota Tiziano Vecellio mecénásainak, a Pesaro családnak a tulajdonában volt.
Az épületben ma a Modern Művészeti Galéria található, amely a 19–20. századi festészet anyagát és a Velencei biennálé megvásárolt képeit őrzi.
A képtárban Teodoro Matteini, Francesco Hayez, Giacomo Favretto, Gugliermo Ciardi, Luigi Nono, Pietro Fragiacomo, Alessandro Milesi és Ettore Tito festők alkotásait mutatják be.
Szoborgyűjteményében. többek között Auguste Rodin és Antoine Bourdelle művei láthatók.
Az épület 3. emeletén bemutatják a keleti, japán, kínai és indiai művészeteket.